# Пайн Тауншип (округ Індіана, Пенсільванія)
Пайн Тауншип (англ. Pine Township) — селище (англ. township) в США, в окрузі Індіана штату Пенсільванія. Населення — 1860 осіб (2020).

## Демографія
Згідно з переписом 2010 року, у селищі мешкали 2033 особи в 811 домогосподарстві у складі 585 родин. Було 862 помешкання
Расовий склад населення:
| - 98,9 % — білих - 0,1 % — корінних американців - 0,1 % — чорних або афроамериканців - 0,1 % — азіатів |

До двох чи більше рас належало 0,8 %. Частка іспаномовних становила 0,3 % від усіх жителів.
За віковим діапазоном населення розподілялося таким чином: 22,4 % — особи молодші 18 років, 61,7 % — особи у віці 18—64 років, 15,9 % — особи у віці 65 років та старші. Медіана віку мешканця становила 42,2 року. На 100 осіб жіночої статі у селищі припадало 98,0 чоловіків;  на 100 жінок у віці від 18 років та старших — 98,7 чоловіків також старших 18 років.
Середній дохід на одне домашнє господарство  становив 56 627 доларів США (медіана — 52 333), а середній дохід на одну сім'ю — 69 375 доларів (медіана — 63 889). Медіана доходів становила 36 615 доларів для чоловіків та 26 528 доларів для жінок. За межею бідності перебувало 19,5 % осіб, у тому числі 26,9 % дітей у віці до 18 років та 5,0 % осіб у віці 65 років та старших.
Цивільне працевлаштоване населення становило 791 особа. Основні галузі зайнятості: освіта, охорона здоров'я та соціальна допомога — 23,5 %, будівництво — 14,8 %, виробництво — 10,9 %, роздрібна торгівля — 10,0 %.